# اوبانیاکو
اوبانیاکو (به ژاپنی: 大番役 おおばんやく); از اواخر دوره هی‌آن تا اوایل دوره موروماچی، به سامورایی‌های محلی دستور داده شد که از کیوتو محافظت کنند و از دوره کاماکورا به بعد، به آنها دستور داده شد که از کیوتو و کاماکورا محافظت کنند.
زمانی که قانون سامورایی در دوره کاماکورا، گوسیبای شیکیموکو، به تصویب رسید، به وضوح به عنوان وظیفه یک گوکه‌نین در دایبان سانکاجو بیان شد. از دوره کاماکورا به بعد، آنها در استان‌های مختلف تقسیم شدند و هر شوگو مسئول آن بود، که سپس به گوکه‌نین‌های در داخل کشور گماشته شدند تا فرمان دهند (دایبان دانسان). پس از آن در دوره نانبوکوچو منسوخ شد.